# Hadena luna
Hadena luna är en fjärilsart som beskrevs av Leo Schwingenschuss 1930. Hadena luna ingår i släktet Hadena och familjen nattflyn. Inga underarter finns listade i Catalogue of Life.